# 4595 Prinz
4595 Prinz este un asteroid din centura principală, descoperit pe 2 martie 1981 de Schelte Bus.